# Ekonomska škola Zaječar
Ekonomsko-trgovinska škola je srednja škola u Zaječaru za obrazovanje kadrova iz oblasti ekonomije i trgovine i odgovarajuća ekonomska zanimanja. Nastala 1946. godine na osnovama zaječarske Trgovinske akademije. Škola danas ima 28 savremeno opremljenih kabineta, biblioteku, školsku radionicu za ugostitelje i klub učenika .Njena osnovna delatnost je redovno i vanredno srednje obrazovanje učenika u ekonomiji, pravu, administrativnim poslovima, trgovini, ugostiteljstvu i turizmu. Danas se u ovoj školi osposobljavaju učenici u trogodišnjem i četvorogodišnjem školovanju za različite profile stručnog kadra.
U toku četvorogodišnjeg školovanja osposobljavaju se kadrovi iz područja ekonomije, prava i administrativnih poslova (ekonomski, finansijski, pravni i carinski tehničari), a u toku trogodišnjeg školovanja osposobljavaju se kadrovi iz područja trgovine, turizma i ugostiteljstva (trgovci, kuvari i konobari).

## Istorijat
Ekonomsko-trgovinska škola je osnovana 1946. godine. Preteča ove škole bila je predratna Trgovačka Akademija. Tokom XIX veka, sa porastom broja trgovaca, zanatlija i zanatskih radnji u Zaječaru, javila se i potreba njihovog udruživanja i obrazovanja. Na osnovu „Uredbe o esnafima“ iz 1847. godine, u Zaječaru je 1849. godine osnovano 6 esnafa: boltadžijsko-bakalsko-bojadžijski, abadžijsko-terzijsko-ćurčijski, papudžijsko-mumdžijski, ekmegdžijski, tufegdžijsko-kovački i lončarski. Godine 1894. grupa zaječarskih trgovačkih pomoćnika i mlađih trgovaca osnovala je i svoju prvu organizaciju, Zaječarsku trgovačku omladinu. Osnovana je sa ciljem stručnog usavršavanja i organizacije kulturnog života trgovačkog podmlatka, te je udruženje organizovalo svoju čitaonicu (u prvo vreme smeštena u Hotelu „Bosna“), priređivala zabave (u „Velikoj kafani“ u centru grada) i organizovala izlete. Kako bi obezbedila prostorije za svoju organizaciju i pokazao svoju ekonomsku moć, Trgovački esnaf je 1904. godine podigao i svoj dom, gde se danas nalazi zaječarsko pozorište. Danas je to savremena škola koja svojim učenicima pruža veoma kvalitetno obrazovanje. O tome vrlo profesionalno vode računa profesori ove škole. Prate se aktuelni trendovi u obrazovanju, vodi se računa o stručnom usavršavanju, kao i o savremenim nastavnim sredstvima kako bi nastava bila na što višem nivou. Do kraja XIX veka, trgovci su se uglavnom obrazovali kroz rad, kao šegrti, da bi nakon 1880. godine prvi zaječarski mladići odlazili na izučavanje trgovine u Peštu. Prvi konkretni rezultati na stručnom osposobljavanju trgovaca postignuti su 1903. godine kada je Zaječarska trgovačka omladina otvorila svoju prvu Prazničnu trgovačku školu. Za rad škole nedeljom bile su obezbeđene dve učionice u tadašnjoj osnovnoj školi, danas OŠ „Desanka Maksimović“. Škola je bila četvororazredna a njom je upravljao učitelj Sveta Ivković. Nakon pauze od 1905. do 1910. kada je ponovo otvorena, najviše na insistiranje Beogradske trgovačke omladine, njeno finansiranje je preuzela država. Škola prestaje sa radom i tokom Prvog svetskog rata, da bi 1. septembra 1921. godine bila ponovo otvorena i podeljena na Zanatsku i Trgovačku.
Nakon Drugog svetskog rata, NR Srbija donela je 31. jula 1946. godine Odluku o otvaranju Trgovačke akademije u Zaječaru, sa jednim odsekom, kada je upisan 81 učenik u dva odeljenja. U ovom periodu, akademija je bila smeštena u delu postojeće zgrade Gimnazije, sa direktorom Evgenijem Nešićem na čelu. Uoči školske 1948/49. godine preseljena je u zgradu bivše ženske osnovne škole, danas ŠOSO„Jelena Majstorović“ i Muzičke škole, gde je radila pet ipo godina. Školske 1950/51. godine zaječarska Trgovačka akademija dobija naziv Srednja ekonomska škola. Nakon iseljenja OŠ „Ljuba Nešić“ iz zgrade Gimnazije 1953. godine, Srednja ekonomska škola ponovo je vraćena u ovu zgradu. Poslednji put je preseljena 1959. godine, ovoga puta u zgradu u Ulici knjeginje Ljubice, u kojoj se i danas nalazi, a koju je na početku delila sa Gimnazijom i delimično Medicinskom školom.
Sledeća promena naziva usledila je 1961/62. godine i škola postaje Ekonomska škola. Godine 1970. formiran je Centar za ekonomsko obrazovanje u Zaječaru, sjedinjavanjem Ekonomske škole, Ustanove za praktičnu obuku i smeštaj učenika u privredi ugostiteljske struke na Kraljevici, i 12 trgovinskih i 4 ugostiteljska odeljenja Škole za kvalifikovane radnike u Zaječaru. U narednih desetak godina Centar se razvijao i prilagođavao, ali je ostao pri početnoj orijentaciji obrazovanja ekonomskih tehničara, prodavaca, konobara i kuvara.
Zajedno sa ostale tri srednje škole – Medicinskom, Tehničkom i Gimnazijom – Ekonomska škola je 1. jula 1977. godine formirala Obrazovni centar usmerenog obrazovanja „AVNOJ“, te se u zgradu škole uselila radna jedinica zajedničke osnove. Početkom 1979. godine centar je transformisan u Centar usmerenog obrazovanja „AVNOJ“ sa izmenjenom strukturom i statusom. U njemu su postojale dve faze, od kojih je u prvoj realizovana Zajednička osnova, a u drugoj sticana teorijska i praktična znanja za obavljanje određenih poslova u okviru izabrane struke. Školske 1987/88. Centar usmerenog obrazovanja je definitivno ukinut i vraćene su prethodne četiri srednje škole koje i danas postoje. 

## Smerovi
ETŠ (skraćeno od Ekonomsko-trgovinska škola) nudi smerove:
- Ekonomski tehničar
- Finansijski tehničar
- Pravni tehničar
- Carinski tehničar
- Turistički tehničar
- Trgovinski tehničar
- Poslovni administrator
- Poslovni sekretar
- Sudsko-administrativni izvršitelj

## Spoljašnje veze
- www.etsza.edu.rs ETŠ

1. ↑  „Upoznaj Zaječar”.
2. ↑  „Упознај Зајечар”.